# Jennet Muhamowa
Jennet Muhamowa (* 20. Januar 1999) ist eine turkmenische Leichtathletin, den Speerwurf spezialisiert hat.

## Sportliche Laufbahn
Erste Erfahrungen bei internationalen Meisterschaften sammelte Jennet Muhamowa im Jahr 2015, als sie bei den erstmals ausgetragenen Jugendasienmeisterschaften in Doha mit einer Weite von 38,71 m den siebten Platz belegte. 2022 gelangte sie bei den Islamic Solidarity Games in Konya mit 49,41 m auf Rang sechs und im Jahr darauf belegte sie bei den Asienmeisterschaften in Bangkok mit 52,16 m den achten Platz. Anschließend wurde sie bei den World University Games in Chengdu mit 49,61 m Zehnte und gelangte bei den Asienspielen in Hangzhou mit 47,73 m Elfte.
In den Jahren von 2018 bis 2022 wurde Muhamowa turkmenische Meisterin im Speerwurf sowie 2019 auch im Dreisprung.

## Persönliche Bestzeiten
- Dreisprung: 11,08 m, 22. Mai 2019 in Aşgabat
- Speerwurf: 52,16 m, 12. Juli 2023 in Bangkok